# سكين التربة

سكين التربة.

سكين التربة أو سكين إزالة الأعشاب الضارة وتُعرف باليابان بـهوري هوري، هي أحد أنواع السكين، وتُستخدم في وظائف البستنة مثل قطع الأعشاب الضارة والحفر، كلمة هوري (باليابانية: ホ リ) في اليابانية تعني الحفر. وتأتي مُسننة الشفرة وحادة جداً، ولها نهاية حداة في أسفلها، يرجع تاريخ صنعها إلى اليابان حيث كانت مُخصصة للنباتات.